# Tillandsia 'Ask Harry'
Tillandsia 'Ask Harry' es un  cultivar híbrido del género Tillandsia perteneciente a la familia  Bromeliaceae.
Es un híbrido creado  con la especie Tillandsia brachycaulos × Tillandsia paucifolia.